# The Blood of His Fathers
The Blood of His Fathers er en amerikansk stumfilm fra 1917 af Harrish Ingraham og Crane Wilbur.

## Medvirkende
- Crane Wilbur som Morgan Gray / Abel Gray
- Jode Mullally som Kane Gray
- Gene Crosby som Hope Halliday
- Don Bailey som William Halliday
- Jacob Abrams